# Campionato del mondo rally raid 2023
Il Campionato mondiale di rally raid 2023 è la seconda edizione della serie motoristica riconosciuta sia dalla FIA che dalla FIM. Il campionato è iniziato il 31 dicembre 2022 e si è concluso il 18 ottobre 2023.

## Calendario
Il calendario della stagione 2023 prevede 5 gare. Il celebre Rally Dakar è stato nuovamente l'appuntamento inaugurale, mentre sia l'Abu Dhabi Desert Challenge che il Rally del Marocco tornano come eventi tradizionali. Le novità del 2023 sono il Sonora Rally, in Messico, e il Desafío Ruta 40, in Argentina, che prendono il posto di rally originariamente previsti in Kazakistan e Spagna.
| Tappa | Data                   | Rally                      | Formato  |
| ----- | ---------------------- | -------------------------- | -------- |
| 1     | 31 dicembre-15 gennaio | Rally Dakar 2023           | Marathon |
| 2     | 25 febbraio-2 marzo    | Abu Dhabi Desert Challenge | Rally    |
| 3     | 22-28 aprile           | Sonora Rally               | Rally    |
| 4     | 26 agosto-1º settembre | Desafío Ruta 40            | Rally    |
| 5     | 12-18 ottobre          | Rally del Marocco          | Rally    |

## Campionato mondiale di rally raid FIA
| Gara | Nome rally                 | Podio | Podio | Podio                              | Podio                        | Podio     | Statistiche  | Statistiche |
| Gara | Nome rally                 | Pos.  | Nº    | Pilota e copilota                  | Auto                         | Tempo     | Tappe        | Lunghezza   |
| ---- | -------------------------- | ----- | ----- | ---------------------------------- | ---------------------------- | --------- | ------------ | ----------- |
| 1    | Rally Dakar 2023           | 1     | 200   | Nasser Al-Attiyah Mathieu Baumel   | Toyota GR DKR Hilux          | 45h03'15" | 14 + prologo | 8548,56 km  |
| 1    | Rally Dakar 2023           | 2     | 201   | Sébastien Loeb Fabian Lurquin      | Prodrive Hunter              | 46h24'04" | 14 + prologo | 8548,56 km  |
| 1    | Rally Dakar 2023           | 3     | 210   | Martin Prokop Viktor Chytka        | Ford Raptor RS Cross Country | 48h43'59" | 14 + prologo | 8548,56 km  |
|      |                            |       |       |                                    |                              |           |              |             |
| 2    | Abu Dhabi Desert Challenge | 1     | 207   | Yazeed Al-Rajhi Timo Gottschalk    | Toyota Hilux Overdrive       | 16h28'06" | 5 + prologo  | 2160 km     |
| 2    | Abu Dhabi Desert Challenge | 2     | 203   | Martin Prokop Viktor Chytka        | Ford Raptor RS Cross Country | 17h01'03" | 5 + prologo  | 2160 km     |
| 2    | Abu Dhabi Desert Challenge | 3     | 204   | Juan Cruz Yacopini Dani Oliveras   | Toyota Hilux Overdrive       | 17h01'03" | 5 + prologo  | 2160 km     |
|      |                            |       |       |                                    |                              |           |              |             |
| 3    | Sonora Rally               | 1     | 201   | Nasser Al-Attiyah Mathieu Baumel   | Toyota GR DKR Hilux          | 10h29'55" | 5 + prologo  | 2238 km     |
| 3    | Sonora Rally               | 2     | 202   | Yazeed Al-Rajhi Timo Gottschalk    | Toyota Hilux Overdrive       | 10h36'17" | 5 + prologo  | 2238 km     |
| 3    | Sonora Rally               | 3     | 205   | Sebastián Halpern Bernardo Graue   | Prodrive Hunter              | 10h44'13" | 5 + prologo  | 2238 km     |
|      |                            |       |       |                                    |                              |           |              |             |
| 4    | Desafío Ruta 40            | 1     | 200   | Nasser Al-Attiyah Mathieu Baumel   | Toyota GR DKR Hilux          | 15h10'03" | 5 + prologo  | 1541 km     |
| 4    | Desafío Ruta 40            | 2     | 203   | Juan Cruz Yacopini Daniel Oliveras | Toyota Hilux Overdrive       | 15h32'06" | 5 + prologo  | 1541 km     |
| 4    | Desafío Ruta 40            | 3     | 201   | Yazeed Al-Rajhi Timo Gottschalk    | Toyota Hilux Overdrive       | 15h40'30" | 5 + prologo  | 1541 km     |
|      |                            |       |       |                                    |                              |           |              |             |
| 5    | Rally del Marocco          | 1     | 201   | Yazeed Al-Rajhi Timo Gottschalk    | Toyota Hilux Overdrive       | 14h49'09" | 5 + prologo  | 1435 km     |
| 5    | Rally del Marocco          | 2     | 210   | Denis Krotov Konstantin Zhiltsov   | Prodrive Hunter              | 15h23'26" | 5 + prologo  | 1435 km     |
| 5    | Rally del Marocco          | 3     | 211   | Nani Roma Álex Haro                | Ford Ranger T1+              | 15h32'12" | 5 + prologo  | 1435 km     |

Legenda: Pos.= Posizione; Nº = Numero di gara.

### Campionato piloti e copiloti
I concorrenti devono essere registrati per poter ottenere punti.
- Negli eventi rally i punti sono assegnati in base alla seguente tabella:

| Posizione           | 1  | 2  | 3  | 4  | 5  | 6  | 7  | 8 | 9 | 10 | 11 | 12 | 13 | 14 | 15 |
| Classifica generale | 30 | 25 | 20 | 17 | 15 | 13 | 10 | 9 | 8 | 7  | 6  | 5  | 4  | 3  | 2  |
| Classifica di tappa | 5  | 4  | 3  | 2  | 1  | 0  | 0  | 0 | 0 | 0  | 0  | 0  | 0  | 0  | 0  |

- Negli eventi marathon i punti sono assegnati in base alla seguente tabella:

| Posizione           | 1  | 2  | 3  | 4  | 5  | 6  | 7  | 8 | 9 | 10 | 11 | 12 | 13 | 14 | 15 |
| Classifica generale | 50 | 40 | 30 | 25 | 20 | 15 | 10 | 9 | 8 | 7  | 6  | 5  | 4  | 3  | 2  |
| Classifica di tappa | 5  | 4  | 3  | 2  | 1  | 0  | 0  | 0 | 0 | 0  | 0  | 0  | 0  | 0  | 0  |

| Pos. | Pilota                   | DAK  | ABU  | SON  | DES  | MOR  | Punti |
| ---- | ------------------------ | ---- | ---- | ---- | ---- | ---- | ----- |
| 1    | Nasser Al-Attiyah        | 185  | Rit. | 151  | 153  | 1516 | 205   |
| 2    | Yazeed Al-Rajhi          | 3019 | 144  | 243  | 342  | 153  | 181   |
| 3    | Juan Cruz Yacopini       | 426  | 423  | 520  | 240  | 323  | 132   |
| 4    | Sébastien Loeb           | 287  | 2114 | Rit. |      | 2111 | 112   |
| 5    | Sebastian Halpern        | 624  | 519  | 331  | 1115 |      | 89    |
| 6    | Martin Prokop            | 331  | 233  |      |      | 517  | 81    |
| 7    | Mattias Ekström          | 937  | 223  | 89   | 1210 | 618  | 77    |
| 8    | Denis Krotov             | 270  | Rit. | 422  | 815  | 227  | 64    |
| 9    | Guerlain Chicherit       | 749  | Rit. | 216  |      |      | 55    |
| 10   | Seth Quintero            | 128  | 324  |      | 135  | 711  | 48    |
| 11   | Austin Jones             | 1011 | 711  | 98   | 613  |      | 43    |
| 12   | Mitch Guthrie            | 820  | 163  | 711  | 421  | 223  | 38    |
| 13   | Cristina Gutiérrez       | 300  | Rit. | 107  | 515  | 89   | 31    |
| 14   | Han Wei                  | 523  | 98   |      |      |      | 31    |
| 15   | Zhang Guoyu              | 1110 | 107  | 614  |      |      | 31    |
| 16   | Rokas Baciuška           | 145  | 613  | 116  |      |      | 24    |
| 17   | Mathieu Serradori        | 822  |      |      |      |      | 22    |
| 18   | João Ferreira            | 1220 | 153  | 143  | 98   | 116  | 20    |
| 19   | Marek Goczał             | 154  |      |      |      | 515  | 19    |
| 20   | Francisco López Contardo | 310  |      | 134  | 711  |      | 15    |
| 21   | Carlos Sainz             |      |      |      |      | 1211 | 11    |
| 22   | Claude Fournier          |      | 143  |      | 107  |      | 10    |
| 23   | Stéphane Peterhansel     |      |      |      |      | 1410 | 10    |
| 24   | Pau Navarro              | 400  | 89   |      |      |      | 9     |
| 25   | Zi Yunliang              | 500  | 134  | 125  |      |      | 9     |
| 26   | David Zille              | 980  |      | 152  | 143  | 134  | 9     |
| 27   | Orlando Terranova        |      |      |      |      | 169  | 9     |
| 28   | Kees Koolen              |      |      |      |      | 98   | 8     |
| 29   | Eryk Goczał              | 138  |      |      |      |      | 8     |
| 30   | Dania Akeel              |      |      |      |      | 107  | 7     |
| 31   | Aliyyah Koloc            | 1040 | 116  |      |      |      | 6     |
| 32   | Jean-Luc Ceccaldi-Pisson | 680  | 125  |      |      |      | 5     |
| 33   | Shinsuke Umeda           |      |      |      | 152  |      | 2     |
| 34   | Michal Goczal            |      |      |      |      | 231  | 1     |
| Pos. | Pilota                   | DAK  | ABU  | SON  | DES  | MOR  | Punti |

| Pos. | Copilota              | DAK  | ABU  | SON | DES  | MOR  | Punti |
| ---- | --------------------- | ---- | ---- | --- | ---- | ---- | ----- |
| 1    | Mathieu Baumel        | 185  | Rit. | 151 | 153  | 1516 | 205   |
| 2    | Timo Gottschalk       |      | 144  | 243 | 342  | 153  | 162   |
| 3    | Daniel Oliveras       | 426  | 423  | 520 | 240  | 323  | 132   |
| 4    | Fabian Lurquin        | 287  | 2114 |     |      | 2111 | 112   |
| 5    | Bernardo Graue        | 624  | 519  | 331 | 1115 | 159  | 98    |
| 6    | Viktor Chytka         | 331  | 233  |     |      | 517  | 81    |
| 7    | Emil Bergkvist        | 937  | 223  | 89  | 1210 | 618  | 77    |
| 8    | Konstantin Žil'cov    | 270  | Rit. | 422 | 815  | 227  | 64    |
| 9    | Alex Winocq           | 749  | Rit. | 216 |      |      | 55    |
| 10   | Dennis Zenz           | 128  | 324  |     | 135  | 711  | 48    |
| 11   | Gustavo Gugelmin      | 1011 | 711  | 98  | 613  |      | 43    |
| 12   | Kellon Walch          | 820  | 163  | 711 | 421  | 223  | 38    |
| 13   | Juan Pablo Moreno     | 300  | Rit. | 107 | 515  | 89   | 31    |
| 14   | Ma Li                 | 523  | 98   |     |      |      | 31    |
| 15   | Oriol Mena            | 138  | 107  | 614 |      |      | 29    |
| 16   | Oriol Vidal           | 145  | 613  | 116 |      |      | 24    |
| 17   | Loïc Minaudier        | 822  |      |     |      |      | 22    |
| 18   | Maciej Marton         | 154  |      |     |      | 515  | 19    |
| 19   | Dirk von Zitzewitz    | 3019 |      |     |      |      | 19    |
| 20   | Filipe Palmeiro       | 1220 | 153  | 143 |      | 106  | 6     |
| 21   | Bruno Jacomy          |      |      |     | 711  |      | 11    |
| 22   | Szymon Gospodarczyk   | 380  | 143  |     | 107  | 221  | 11    |
| 23   | Lucas Cruz            |      |      |     |      | 11   | 11    |
| 24   | Jean-Pierre Garcin    | 1110 |      |     |      |      | 10    |
| 25   | Edouard Boulanger     |      |      |     |      | 1310 | 10    |
| 26   | François Cazalet      | 400  | 89   |     |      |      | 9     |
| 27   | Sha He                | 500  | 134  | 125 |      |      | 9     |
| 28   | Sebastian Cesana      | 980  |      | 152 | 143  | 134  | 9     |
| 29   | Manuel Porem          |      |      |     | 98   |      | 8     |
| 29   | Wouter Rosegaar       |      |      |     |      | ?8   | 8     |
| 31   | Sébastien Delaunay    |      |      |     |      | 97   | 8     |
| 32   | Stéphane Duple        | 1040 | 116  |     |      |      | 6     |
| 33   | Cédric Duple          | 680  | 125  |     |      |      | 5     |
| 34   | Pablo Latrach Vinagre |      |      | 134 |      |      | 4     |
| 35   | Maurizio Dominella    |      |      |     | 152  |      | 2     |
| Pos. | Copilota              | DAK  | ABU  | SON | DES  | MOR  | Punti |

### Campionato costruttori
Un costruttore registrato può iscrivere un massimo di tre equipaggi per ogni evento. Solo i primi due equipaggi per ogni costruttore contano per il punteggio.
| Pos. | Costruttore          | DAK | ABU | SON | DES | MOR | Punti |
| ---- | -------------------- | --- | --- | --- | --- | --- | ----- |
| 1    | Toyota Gazoo Racing  | 65  | 55  | 55  | 55  | 55  | 230   |
| 2    | X-Raid Mini JCW Team | 50  | 20  | 37  | 20  | 17  | 127   |
| 3    | Bahrain Raid Xtreme  | 66  | 13  | 11  |     | 35  | 125   |
| 3    | BAIC ORV             | 0   | 0   | 0   |     |     | 0     |
| Pos. | Costruttore          | DAK | ABU | SON | DES | MOR | Punti |

## Campionato mondiale di rally raid FIM
| Gara | Nome rally                 | Podio | Podio | Podio              | Podio                       | Podio     | Statistiche  | Statistiche |
| Gara | Nome rally                 | Pos.  | Nº    | Pilota             | Moto                        | Tempo     | Tappe        | Lunghezza   |
| ---- | -------------------------- | ----- | ----- | ------------------ | --------------------------- | --------- | ------------ | ----------- |
| 1    | Rally Dakar 2023           | 1     | 47    | Kevin Benavides    | KTM 450 Rally Factory       | 44h27'20" | 14 + prologo | 8548,56 km  |
| 1    | Rally Dakar 2023           | 2     | 8     | Toby Price         | KTM 450 Rally Factory       | 44h28'03" | 14 + prologo | 8548,56 km  |
| 1    | Rally Dakar 2023           | 3     | 10    | Skyler Howes       | Husqvarna 450 Rally Factory | 44h32'24" | 14 + prologo | 8548,56 km  |
|      |                            |       |       |                    |                             |           |              |             |
| 2    | Abu Dhabi Desert Challenge | 1     | 42    | Adrien van Beveren | Honda CRF 450 Rally         | 17h13'39" | 5 + prologo  | 2160 km     |
| 2    | Abu Dhabi Desert Challenge | 2     | 77    | Luciano Benavides  | Husqvarna 450 Rally Factory | 17h17'57" | 5 + prologo  | 2160 km     |
| 2    | Abu Dhabi Desert Challenge | 3     | 8     | Toby Price         | KTM 450 Rally Factory       | 17h18'52" | 5 + prologo  | 2160 km     |
|      |                            |       |       |                    |                             |           |              |             |
| 3    | Sonora Rally               | 1     | 18    | Daniel Sanders     | Gas Gas RC 450              | 11h01'09" | 5 + prologo  | 2238 km     |
| 3    | Sonora Rally               | 2     | 68    | Tosha Schareina    | Honda CRF 450 Rally         | 11h09'32" | 5 + prologo  | 2238 km     |
| 3    | Sonora Rally               | 3     | 77    | Luciano Benavides  | Husqvarna 450 Rally Factory | 11h18'25" | 5 + prologo  | 2238 km     |
|      |                            |       |       |                    |                             |           |              |             |
| 4    | Desafío Ruta 40            | 1     | 77    | Luciano Benavides  | Husqvarna 450 Rally Factory | 16h10'22" | 5 + prologo  | 1552 km     |
| 4    | Desafío Ruta 40            | 2     | 2     | Ricky Brabec       | Honda CRF 450 Rally         | 16h20'02" | 5 + prologo  | 1552 km     |
| 4    | Desafío Ruta 40            | 3     | 16    | Ross Branch        | Hero 450 Rally              | 16h25'31" | 5 + prologo  | 1552 km     |
|      |                            |       |       |                    |                             |           |              |             |
| 5    | Rally del Marocco          | 1     | 8     | Toby Price         | KTM 450 Rally Factory       | 15h56'43" | 5 + prologo  | 1458 km     |
| 5    | Rally del Marocco          | 2     | 77    | Luciano Benavides  | Husqvarna 450 Rally Factory | 15h59'43" | 5 + prologo  | 1458 km     |
| 5    | Rally del Marocco          | 3     | 7     | Pablo Quintanilla  | Honda CRF 450 Rally         | 15h59'55" | 5 + prologo  | 1458 km     |

Legenda: Pos.= Posizione; Nº = Numero di gara.

### Campionato piloti
- Un pilota deve essere registrato per ottenere punti
- Negli eventi rally i punti sono assegnati in base alla seguente tabella:

| Pos.                | 1  | 2  | 3  | 4  | 5  | 6  | 7 | 8 | 9 | 10 | 11 | 12 | 13 | 14 | 15+ |
| Classifica generale | 25 | 20 | 16 | 13 | 11 | 10 | 9 | 8 | 7 | 6  | 5  | 4  | 3  | 2  | 1   |

- Negli eventi marathon viene applicato un coefficiente di 1,5. Il risultato viene arrotondato al numero intero più vicino.

| Pos. | Pilota               | DAK | ABU | SON | DES | MOR | Punti |
| ---- | -------------------- | --- | --- | --- | --- | --- | ----- |
| 1    | Luciano Benavides    | 615 | 220 | 220 | 125 | 220 | 100   |
| 2    | Toby Price           | 230 | 316 | 316 | 79  | 125 | 96    |
| 3    | Adrien van Beveren   | 517 | 125 | 511 | 413 | 610 | 76    |
| 4    | Ross Branch          | 118 | 511 | 610 | 316 | 413 | 58    |
| 5    | Pablo Quintanilla    | 420 | Rit | 8   | 511 | 316 | 55    |
| 6    | José Ignacio Cornejo | 812 | 413 | 106 | 610 | 511 | 52    |
| 7    | Kevin Benavides      | 138 |     | 115 |     |     | 43    |
| 8    | Daniel Sanders       | 714 |     | 125 |     |     | 39    |
| 9    | Ricky Brabec         | Rit | 79  | 79  | 220 | Rit | 38    |
| 10   | Skyler Howes         | 324 | 610 | Rit |     | Rit | 34    |
| 11   | Sebastian Bühler     | 109 | Rit | 97  | Rit | 79  | 25    |
| 12   | Matthias Walkner     | Rit |     | 413 | Rit | Rit | 13    |
| 13   | Franco Caimi         | 911 |     |     |     |     | 11    |
| 14   | Mason Klein          | Rit | Rit | 124 |     |     | 4     |
|      | Joaquim Rodrigues    | Rit |     |     |     |     | 0     |
|      | Sam Sunderland       | Rit |     | Rit | Rit | Rit | 0     |
|      | Mohammed Al-Balooshi |     | Rit |     |     |     | 0     |
| Pos. | Pilota               | DAK | ABU | SON | DES | MOR | Punti |

### Campionato costruttori
- Vengono assegnati punti per i primi due piloti di ogni costruttore.

| Pos. | Costruttore                    | DAK | ABU | SON | DES | MOR | Punti |
| ---- | ------------------------------ | --- | --- | --- | --- | --- | ----- |
| 1    | Monster Energy Honda Team      | 37  | 38  | 20  | 33  | 27  | 155   |
| 2    | Red Bull KTM Factory Racing    | 68  | 16  | 29  | 9   | 25  | 147   |
| 3    | Husqvarna Factory Racing       | 39  | 30  | 20  | 25  | 20  | 134   |
| 4    | Hero Motorsports Team Rally    | 20  | 11  | 17  | 16  | 22  | 86    |
| 5    | Red Bull GasGas Factory Racing | 14  |     | 25  |     |     | 39    |
| Pos. | Costruttore                    | DAK | ABU | SON | DES | MOR | Punti |

## Campionato di rally raid FIA

### T3
| Gara | Nome rally                 | Podio | Podio | Podio                                       | Podio                   | Podio     | Statistiche  | Statistiche |
| Gara | Nome rally                 | Pos.  | Nº    | Pilota e copilota                           | Vettura                 | Tempo     | Tappe        | Lunghezza   |
| ---- | -------------------------- | ----- | ----- | ------------------------------------------- | ----------------------- | --------- | ------------ | ----------- |
| 1    | Rally Dakar 2023           | 1     | 303   | Austin Jones Gustavo Gugelmin               | BRP Can-Am Maverick XRS | 51h55'53" | 14 + prologo | 8548,56 km  |
| 1    | Rally Dakar 2023           | 2     | 301   | Seth Quintero Dennis Zenz                   | BRP Can-Am Maverick XRS | 52h47'58" | 14 + prologo | 8548,56 km  |
| 1    | Rally Dakar 2023           | 3     | 302   | Cristina Gutiérrez Pablo Moreno             | BRP Can-Am Maverick XRS | 54h52'13" | 14 + prologo | 8548,56 km  |
|      |                            |       |       |                                             |                         |           |              |             |
| 2    | Abu Dhabi Desert Challenge | 1     | 302   | Seth Quintero Dennis Zenz                   | BRP Can-Am Maverick XRS | 16h58'31" | 5 + prologo  | 2160 km     |
| 2    | Abu Dhabi Desert Challenge | 2     | 301   | Austin Jones Gustavo Gugelmin               | BRP Can-Am Maverick XRS | 17h26'16" | 5 + prologo  | 2160 km     |
| 2    | Abu Dhabi Desert Challenge | 3     | 314   | Hernán Garcés Echeverría Juan Pablo Latrach | BRP Can-Am Maverick XRS | 17h54'59" | 5 + prologo  | 2160 km     |
|      |                            |       |       |                                             |                         |           |              |             |
| 3    | Sonora Rally               | 1     | 302   | Mitch Guthrie Kellon Walch                  | MCE-5 T3M               | 11h17'24" | 5 + prologo  | 2238 km     |
| 3    | Sonora Rally               | 2     | 308   | Mattias Ekström Emil Bergkvist              | BRP Can-Am Maverick XRS | 11h24'02" | 5 + prologo  | 2238 km     |
| 3    | Sonora Rally               | 3     | 301   | Austin Jones Gustavo Gugelmin               | BRP Can-Am Maverick XRS | 11h28'10" | 5 + prologo  | 2238 km     |
|      |                            |       |       |                                             |                         |           |              |             |
| 4    | Desafío Ruta 40            | 1     | 302   | Mitch Guthrie Kellon Walch                  | MCE-5 T3M               | 16h22'31" | 5 + prologo  | 1541.4 km   |
| 4    | Desafío Ruta 40            | 2     | 303   | Cristina Gutiérrez Pablo Moreno             | BRP Can-Am Maverick XRS | 16h38'49" | 5 + prologo  | 1541.4 km   |
| 4    | Desafío Ruta 40            | 3     | 300   | Austin Jones Gustavo Gugelmin               | BRP Can-Am Maverick XRS | 16h50'14" | 5 + prologo  | 1541.4 km   |
|      |                            |       |       |                                             |                         |           |              |             |
| 5    | Rally del Marocco          | 1     | 316   | Marek Goczał Maciej Marton                  | Team BBR                | 16h22'12" | 5 + prologo  | 1435.09 km  |
| 5    | Rally del Marocco          | 2     | 302   | Seth Quintero Dennis Zenz                   | BRP Can-Am Maverick XRS | 16h37'19" | 5 + prologo  | 1435.09 km  |
| 5    | Rally del Marocco          | 3     | 303   | Cristina Gutiérrez Pablo Moreno             | BRP Can-Am Maverick XRS | 16h43'01" | 5 + prologo  | 1435.09 km  |

Legenda: Pos.= Posizione; Nº = Numero di gara.

#### Campionato piloti e copiloti
I concorrenti devono essere registrati per ottenere punti.
- Negli eventi rally i punti vengono assegnati secondo la seguente tabella:

| Posizione           | 1  | 2  | 3  | 4  | 5  | 6  | 7  | 8 | 9 | 10 | 11 | 12 | 13 | 14 | 15 |
| Classifica generale | 30 | 25 | 20 | 17 | 15 | 13 | 10 | 9 | 8 | 7  | 6  | 5  | 4  | 3  | 2  |
| Classifica di tappa | 5  | 4  | 3  | 2  | 1  | 0  | 0  | 0 | 0 | 0  | 0  | 0  | 0  | 0  | 0  |

- Negli eventi marathon i punti vengono assegnati secondo la seguente tabella:

| Posizione           | 1  | 2  | 3  | 4  | 5  | 6  | 7  | 8 | 9 | 10 | 11 | 12 | 13 | 14 | 15 |
| Classifica generale | 50 | 40 | 30 | 25 | 20 | 15 | 10 | 9 | 8 | 7  | 6  | 5  | 4  | 3  | 2  |
| Classifica di tappa | 5  | 4  | 3  | 2  | 1  | 0  | 0  | 0 | 0 | 0  | 0  | 0  | 0  | 0  | 0  |

| Pos. | Pilota                   | DAK  | ABU  | SON | DES | MOR   | Punti |
| ---- | ------------------------ | ---- | ---- | --- | --- | ----- | ----- |
| 1    | Seth Quintero            | 277  | 150  | 918 | 820 | 136   | 201   |
| 2    | Mitch Guthrie            | 758  | 723  | 145 | 148 | 722   | 196   |
| 3    | Austin Jones             | 183  | 239  | 324 | 325 | 619   | 190   |
| 4    | Cristina Gutiérrez       | 352  |      | 426 | 232 | 228   | 138   |
| 5    | Francisco López          | 455  |      | 523 | 426 | Rit   | 104   |
| 6    | João Ferreira            | 1228 | 623  | 623 | 523 | Rit   | 97    |
| 7    | Mattias Ekström          |      | 1016 | 238 | 723 | Rit   | 77    |
| 8    | David Zille              | 1024 |      | 717 | 913 | 515   | 69    |
| 9    | Claude Fournier          | 620  | 515  | 107 | 613 | Rit   | 55    |
| 10   | Marek Goczał             |      |      |     |     | Rit41 | 41    |
| 11   | Jean-Luc Ceccaldi-Pisson | 523  | 418  |     |     |       | 41    |
| 12   | Aliyyah Koloc            | 1112 | 322  |     |     |       | 34    |
| 13   | Dania Akeel              | 915  |      |     |     | 416   | 31    |
| 14   | Hélder Rodrigues         | 822  |      |     |     |       | 22    |
| 15   | Annett Quandt            | Rit  | 911  | 89  |     |       | 20    |
| 16   | Kees Koolen              |      |      |     |     | 318   | 18    |
| 17   | Michał Goczał            |      |      |     |     | Rit17 | 17    |
| 18   | Erik van Loon            | Rit  | 813  |     |     |       | 13    |
| Pos. | Pilota                   | DAK  | ABU  | SON | DES | MOR   | Punti |

| Pos. | Copilota            | DAK  | ABU  | SON | DES   | MOR   | Punti |
| ---- | ------------------- | ---- | ---- | --- | ----- | ----- | ----- |
| 1    | Dennis Zenz         | 277  | 150  | 918 | 520   | 136   | 201   |
| 2    | Kellon Walch        | 758  | 723  | 145 | 148   | 422   | 196   |
| 3    | Gustavo Gugelmin    | 183  | 239  | 324 | 325   | 619   | 190   |
| 4    | Pablo Moreno        | 352  |      | 426 | 232   | 228   | 138   |
| 5    | Juan Pablo Latrach  | 455  |      | 523 |       |       | 78    |
| 6    | Emil Bergkvist      |      | 1016 | 238 | 723   | Rit   | 77    |
| 7    | Filipe Palmeiro     | 1228 | 623  | 623 |       |       | 74    |
| 8    | Sebastian Cesana    | 1024 |      | 717 | 613   | 315   | 69    |
| 9    | Szymon Gospodarczyk |      | 515  | 107 | 4     | 517   | 52    |
| 10   | Maciej Marton       |      |      |     |       | Rit41 | 41    |
| 11   | Cédric Duplé        | 523  | 418  |     |       |       | 41    |
| 12   | Stéphane Duplé      | 1112 | 322  |     |       |       | 34    |
| 13   | Sébastien Delaunay  | Rit  | 813  |     |       | Rit16 | 29    |
| 14   | Bruno Jacomy        |      |      |     | 326   |       | 26    |
| 15   | Manuel Porém        |      |      |     | Rit23 |       | 23    |
| 16   | Gonçalo Reis        | 822  |      |     |       |       | 22    |
| 17   | Arnold Brucy        | 620  |      |     |       |       | 20    |
| 18   | Wouter Rosegaar     |      |      |     |       | Rit18 | 18    |
| 19   | Sergio Lafuente     | 915  |      |     |       |       | 15    |
| 20   | Annie Seel          | Rit  | 911  |     |       |       | 11    |
| 21   | Lisette Bakker      |      |      | 89  |       |       | 9     |
| Pos. | Copilota            | DAK  | ABU  | SON | DES   | MOR   | Punti |

### T4
| Gara | Nome rally                 | Podio | Podio                                         | Podio                                         | Podio                                         | Podio                                         | Statistiche  | Statistiche |
| Gara | Nome rally                 | Pos.  | Nº                                            | Pilota e copilota                             | Vettura                                       | Tempo                                         | Tappe        | Lunghezza   |
| ---- | -------------------------- | ----- | --------------------------------------------- | --------------------------------------------- | --------------------------------------------- | --------------------------------------------- | ------------ | ----------- |
| 1    | Rally Dakar 2023           | 1     | 428                                           | Eryk Goczał Oriol Mena                        | BRP Can-Am Maverick XRS Turbo                 | 53'10"14                                      | 14 + prologo | 8548,56 km  |
| 1    | Rally Dakar 2023           | 2     | 400                                           | Rokas Baciuška Oriol Vidal                    | BRP Can-Am Maverick XRS Turbo                 | 53'26"58                                      | 14 + prologo | 8548,56 km  |
| 1    | Rally Dakar 2023           | 3     |                                               | Marek Goczał Maciej Marton                    | BRP Can-Am Maverick XRS Turbo                 | 53'28"20                                      | 14 + prologo | 8548,56 km  |
|      |                            |       |                                               |                                               |                                               |                                               |              |             |
| 2    | Abu Dhabi Desert Challenge | 1     | 400                                           | Rokas Baciuška Oriol Vidal                    | BRP Can-Am Maverick XRS Turbo                 | 17h25'47"                                     | 5 + prologo  | 2160 km     |
| 2    | Abu Dhabi Desert Challenge | 2     | 405                                           | Mansour Al-Helei Mohamed Al-Hamri             | BRP Can-Am Maverick XRS Turbo                 | 17h42'50"                                     | 5 + prologo  | 2160 km     |
| 2    | Abu Dhabi Desert Challenge | 3     | 401                                           | Pau Navarro François Cazalet                  | BRP Can-Am Maverick XRS Turbo                 | 17h51'47"                                     | 5 + prologo  | 2160 km     |
|      |                            |       |                                               |                                               |                                               |                                               |              |             |
| 3    | Sonora Rally               | 1     | 400                                           | Rokas Baciuška Oriol Vidal                    | BRP Can-Am Maverick XRS Turbo                 | 11h51'05"                                     | 5 + prologo  | 2238 km     |
| 3    | Sonora Rally               | 2     | 402                                           | Rebecca Busi Sebastien Delaunay               | BRP Can-Am Maverick XRS Turbo                 | 13h50'16"                                     | 5 + prologo  | 2238 km     |
| 3    | Sonora Rally               | 3     | 401                                           | Shinsuke Umeda Facundo Jaton                  | Polaris RZR Pro R                             | 15h38'43"                                     | 5 + prologo  | 2238 km     |
|      |                            |       |                                               |                                               |                                               |                                               |              |             |
| 4    | Desafío Ruta 40            | 1     | 400                                           | Shinsuke Umeda Maurizio Dominella             | Polaris RZR Pro R                             | 41h48'02"                                     | 5 + prologo  | 1541.4 km   |
| 4    | Desafío Ruta 40            | 2     | Nessun altro concorrente ha concluso l'evento | Nessun altro concorrente ha concluso l'evento | Nessun altro concorrente ha concluso l'evento | Nessun altro concorrente ha concluso l'evento | 5 + prologo  | 1541.4 km   |
| 4    | Desafío Ruta 40            | 3     | Nessun altro concorrente ha concluso l'evento | Nessun altro concorrente ha concluso l'evento | Nessun altro concorrente ha concluso l'evento | Nessun altro concorrente ha concluso l'evento | 5 + prologo  | 1541.4 km   |
|      |                            |       |                                               |                                               |                                               |                                               |              |             |
| 5    | Rally del Marocco          | 1     | 403                                           | João Ferreira Filipe Palmeiro                 | Can-Am Maverick X3 X RS Turbo RR              | 18h26'24"                                     | 5 + prologo  | 1435.09 km  |
| 5    | Rally del Marocco          | 2     | 402                                           | Sebastian Guayasamin Fernando Acosta          | Can-Am Maverick X3 X RS Turbo RR              | 36h13'35"                                     | 5 + prologo  | 1435.09 km  |
| 5    | Rally del Marocco          | 3     | 400                                           | Shinsuke Umeda Maurizio Dominella             | Polaris RZR Pro R                             | 44h14'27"                                     | 5 + prologo  | 1435.09 km  |

Legenda: Pos.= Posizione; Nº = Numero di gara.

#### Campionato piloti e copiloti
I concorrenti devono essere registrati per ottenere punti.
- Negli eventi rally i punti vengono assegnati in base a questa tabella:

| Posizione           | 1  | 2  | 3  | 4  | 5  | 6  | 7  | 8 | 9 | 10 | 11 | 12 | 13 | 14 | 15 |
| Classifica generale | 30 | 25 | 20 | 17 | 15 | 13 | 10 | 9 | 8 | 7  | 6  | 5  | 4  | 3  | 2  |
| Classifica di tappa | 5  | 4  | 3  | 2  | 1  | 0  | 0  | 0 | 0 | 0  | 0  | 0  | 0  | 0  | 0  |

- Negli eventi marathon i punti vengono assegnati in base a questa tabella:

| Posizione           | 1  | 2  | 3  | 4  | 5  | 6  | 7  | 8 | 9 | 10 | 11 | 12 | 13 | 14 | 15 |
| Classifica generale | 50 | 40 | 30 | 25 | 20 | 15 | 10 | 9 | 8 | 7  | 6  | 5  | 4  | 3  | 2  |
| Classifica di tappa | 5  | 4  | 3  | 2  | 1  | 0  | 0  | 0 | 0 | 0  | 0  | 0  | 0  | 0  | 0  |

| Pos. | Pilota                    | DAK  | ABU | SON | DES | MOR   | Punti |
| ---- | ------------------------- | ---- | --- | --- | --- | ----- | ----- |
| 1    | Rokas Baciuška            | 279  | 155 | 155 |     |       | 189   |
| 3    | Shinsuke Umeda            | 119  | 335 | 335 | 150 | 231   | 160   |
| 3    | Eryk Goczał               | 186  |     |     |     |       | 86    |
| 4    | Pau Navarro               | 728  | 245 |     |     |       | 73    |
| 5    | Sebastian Guayasamin      | 627  |     |     |     | 144   | 27    |
| 6    | Marek Goczał              | 367  |     |     |     |       | 67    |
| 7    | João Ferreira             |      |     |     |     | Rit54 | 54    |
| 8    | Michał Goczał             | 550  |     |     |     |       | 50    |
| 9    | Rebecca Busi              | Rit  |     | 245 |     |       | 45    |
| 10   | Yasir Seaidan             | 935  |     |     |     |       | 35    |
| 11   | Bruno Conti de Oliveira   | 430  |     |     |     |       | 30    |
| 12   | Rodrigo Luppi de Oliveira | 1227 |     |     |     |       | 27    |
| 13   | Molly Taylor              | 820  |     |     |     |       | 20    |
| 14   | Nicolás Cavigliasso       | 1013 |     |     |     |       | 13    |
| Pos. | Pilota                    | DAK  | ABU | SON | DES | MOR   | Punti |

| Pos. | Copilota              | DAK  | ABU | SON | DES | MOR   | Punti |
| ---- | --------------------- | ---- | --- | --- | --- | ----- | ----- |
| 1    | Oriol Vidal           | 279  | 155 | 155 |     |       | 189   |
| 2    | Oriol Mena            | 186  |     |     |     |       | 86    |
| 3    | Maurizio Dominella    | Rit  |     |     | 150 | 131   | 81    |
| 4    | Facundo Jaton         | 119  | 335 | 335 |     |       | 79    |
| 5    | Maciej Marton         | 367  |     |     |     |       | 67    |
| 6    | Filipe Palmeiro       |      |     |     |     | Rit54 | 54    |
| 7    | Szymon Gospodarczyk   | 550  |     |     |     |       | 50    |
| 8    | François Cazalet      |      | 245 |     |     |       | 45    |
| 9    | Sébastien Delaunay    |      |     | 245 |     |       | 45    |
| 10   | Fernando Acosta       |      |     |     |     | 144   | 44    |
| 11   | Aleksej Kuzmič        | 935  |     |     |     |       | 35    |
| 12   | Pedro Bianchi Prata   | 430  |     |     |     |       | 30    |
| 13   | Michael Metge         | 728  |     |     |     |       | 28    |
| 14   | Ricardo Torlaschi     | 627  |     |     |     |       | 27    |
| 14   | Maykel Justo          | 1227 |     |     |     |       | 27    |
| 16   | Andrew Short          | 820  |     |     |     |       | 20    |
| 17   | Valentina Pertegarini | 1013 |     |     |     |       | 13    |
| Pos. | Copilota              | DAK  | ABU | SON | DES | MOR   | Punti |

### T5
Gli equipaggi della categoria T5 partecipano solo alle gare di Dakar e Marocco.
| Gara | Nome rally                 | Podio | Podio                                        | Podio                                             | Podio                                        | Podio                                        | Statistiche  | Statistiche |
| Gara | Nome rally                 | Pos.  | Nº                                           | Pilota e copilota                                 | Camion                                       | Tempo                                        | Tappe        | Lunghezza   |
| ---- | -------------------------- | ----- | -------------------------------------------- | ------------------------------------------------- | -------------------------------------------- | -------------------------------------------- | ------------ | ----------- |
| 1    | Rally Dakar 2023           | 1     | 502                                          | Janus van Kasteren Darek Rodewald Marcel Snijders | Iveco Powerstar                              | 54:03:33                                     | 14 + prologo | 8548,56 km  |
| 1    | Rally Dakar 2023           | 2     | 501                                          | Martin Macík František Tomášek David Svanda       | Iveco Powerstar                              | 55:18:07                                     | 14 + prologo | 8548,56 km  |
| 1    | Rally Dakar 2023           | 3     | 509                                          | Tomáš Vrátný Bartłomiej Boba Jaromír Martinec     | Tatra Jamal                                  | 68:27:25                                     | 14 + prologo | 8548,56 km  |
| 2    | Abu Dhabi Desert Challenge | 1     | Nessun concorrente ha partecipato all'evento | Nessun concorrente ha partecipato all'evento      | Nessun concorrente ha partecipato all'evento | Nessun concorrente ha partecipato all'evento | 5 + prologo  | 1227.27 km  |
| 2    | Abu Dhabi Desert Challenge | 2     | Nessun concorrente ha partecipato all'evento | Nessun concorrente ha partecipato all'evento      | Nessun concorrente ha partecipato all'evento | Nessun concorrente ha partecipato all'evento | 5 + prologo  | 1227.27 km  |
| 2    | Abu Dhabi Desert Challenge | 3     | Nessun concorrente ha partecipato all'evento | Nessun concorrente ha partecipato all'evento      | Nessun concorrente ha partecipato all'evento | Nessun concorrente ha partecipato all'evento | 5 + prologo  | 1227.27 km  |
| 5    | Rally del Marocco          | 1     | 502                                          | Tomáš Vrátný Bartłomiej Boba Jaromír Martinec     | Ford Cargo 4x4                               | 27:05:46                                     | 5 + prologo  | 1435.09 km  |
| 5    | Rally del Marocco          | 2     | 500                                          | Janus van Kasteren Darek Rodewald Marcel Snijders | Iveco Powerstar                              | 33:01:10                                     | 5 + prologo  | 1435.09 km  |
| 5    | Rally del Marocco          | 3     | Nessun altro concorrente ha concluso la gara | Nessun altro concorrente ha concluso la gara      | Nessun altro concorrente ha concluso la gara | Nessun altro concorrente ha concluso la gara | 5 + prologo  | 1435.09 km  |

Legenda: Pos.= Posizione; Nº = Numero di gara.

#### Campionato piloti e copiloti
I concorrenti devono essere registrati per ottenere punti.
- Negli eventi rally i punti vengono assegnati in base alla seguente tabella:

| Posizione           | 1  | 2  | 3  | 4  | 5  | 6  | 7  | 8 | 9 | 10 | 11 | 12 | 13 | 14 | 15 |
| Classifica generale | 30 | 25 | 20 | 17 | 15 | 13 | 10 | 9 | 8 | 7  | 6  | 5  | 4  | 3  | 2  |
| Classifica di tappa | 5  | 4  | 3  | 2  | 1  | 0  | 0  | 0 | 0 | 0  | 0  | 0  | 0  | 0  | 0  |

- Negli eventi marathon i punti vengono assegnati in base alla seguente tabella:

| Posizione           | 1  | 2  | 3  | 4  | 5  | 6  | 7  | 8 | 9 | 10 | 11 | 12 | 13 | 14 | 15 |
| Classifica generale | 50 | 40 | 30 | 25 | 20 | 15 | 10 | 9 | 8 | 7  | 6  | 5  | 4  | 3  | 2  |
| Classifica di tappa | 5  | 4  | 3  | 2  | 1  | 0  | 0  | 0 | 0 | 0  | 0  | 0  | 0  | 0  | 0  |

| Pos. | Pilota             | DAK  | ABU | MOR | Punti |
| ---- | ------------------ | ---- | --- | --- | ----- |
| 1    | Janus van Kasteren | 1113 |     | 246 | 159   |
| 2    | Tomáš Vrátný       | 366  |     | 148 | 114   |
| 3    | Martin Macík       | 2102 |     |     | 102   |
| Pos. | Pilota             | DAK  | ABU | MOR | Punti |

| Pos. | Copilota                         | DAK  | ABU | MOR | Punti |
| ---- | -------------------------------- | ---- | --- | --- | ----- |
| 1    | Darek Rodewald Marcel Snijders   | 1113 |     | 246 | 159   |
| 2    | Bartłomiej Boba Jaromír Martinec | 366  |     | 148 | 114   |
| 3    | František Tomášek David Svanda   | 2102 |     |     | 102   |
| Pos. | Copilota                         | DAK  | ABU | MOR | Punti |

## Coppa del mondo di rally raid FIM

### Rally2
| Gara | Nome rally                 | Podio | Podio | Podio            | Podio                         | Podio     | Statistiche  | Statistiche |
| Gara | Nome rally                 | Pos.  | Nº    | Pilota           | Moto                          | Tempo     | Tappe        | Lunghezza   |
| ---- | -------------------------- | ----- | ----- | ---------------- | ----------------------------- | --------- | ------------ | ----------- |
| 1    | Rally Dakar 2023           | 1     | 17    | Romain Dumontier | Husqvarna 450 Rally           | 46h31'44" | 14 + prologo | 8548,56 km  |
| 1    | Rally Dakar 2023           | 2     | 46    | Paolo Lucci      | KTM 450 Rally Factory Replica | 47h03'58" | 14 + prologo | 8548,56 km  |
| 1    | Rally Dakar 2023           | 3     | 111   | Michael Docherty | Husqvarna FR 450 Rally        | 47h48'27" | 14 + prologo | 8548,56 km  |
|      |                            |       |       |                  |                               |           |              |             |
| 2    | Abu Dhabi Desert Challenge | 1     | 96    | Tobias Ebster    | Gas Gas 450 Rally             | 18h41'50" | 5 + prologo  | 2160 km     |
| 2    | Abu Dhabi Desert Challenge | 2     | 76    | Jean-Loup Lepan  | KTM 450 Rally                 | 18h44'27" | 5 + prologo  | 2160 km     |
| 2    | Abu Dhabi Desert Challenge | 3     | 46    | Paolo Lucci      | KTM 450 Rally Factory Replica | 18h52'52" | 5 + prologo  | 2160 km     |
|      |                            |       |       |                  |                               |           |              |             |
| 3    | Sonora Rally               | 1     | 17    | Romain Dumontier | Husqvarna 450 Rally           | 11h48'21" | 5 + prologo  | 2238 km     |
| 3    | Sonora Rally               | 2     | 96    | Jacob Argubright | KTM 450 Rally Factory Replica | 12h06'08" | 5 + prologo  | 2238 km     |
| 3    | Sonora Rally               | 3     | 46    | Paolo Lucci      | KTM 450 Rally Factory Replica | 12h24'29" | 5 + prologo  | 2238 km     |
|      |                            |       |       |                  |                               |           |              |             |
| 4    | Desafío Ruta 40            | 1     | 21    | Bradley Cox      | KTM 450 Rally                 | 17h01'01" | 5 + prologo  | 1552 km     |
| 4    | Desafío Ruta 40            | 2     | 23    | Konrad Dąbrowski | KTM 450 Rally                 | 17h39'54" | 5 + prologo  | 1552 km     |
| 4    | Desafío Ruta 40            | 3     | 17    | Romain Dumontier | Husqvarna 450 Rally           | 17h51'29" | 5 + prologo  | 1552 km     |
|      |                            |       |       |                  |                               |           |              |             |
| 5    | Rally del Marocco          | 1     | 32    | Bradley Cox      | KTM 450 Rally                 | 17h06'37" | 5 + prologo  | 1458 km     |
| 5    | Rally del Marocco          | 2     | 30    | Romain Dumontier | Husqvarna 450 Rally           | 17h20'05" | 5 + prologo  | 1458 km     |
| 5    | Rally del Marocco          | 3     | 31    | Paolo Lucci      | KTM 450 Rally                 | 17h27'46" | 5 + prologo  | 1458 km     |

Legenda: Pos.= Posizione; Nº = Numero di gara.

#### Classifica
- Un pilota deve essere registrato per ottenere punti.
- Negli eventi rally i punti sono assegnati in base alla seguente tabella:

| Posizione           | 1  | 2  | 3  | 4  | 5  | 6  | 7 | 8 | 9 | 10 | 11 | 12 | 13 | 14 | 15+ |
| Classifica generale | 25 | 20 | 16 | 13 | 11 | 10 | 9 | 8 | 7 | 6  | 5  | 4  | 3  | 2  | 1   |

- Negli eventi marathon viene applicato un coefficiente di 1,5. Il punteggio viene arrotondato al numero intero più vicino.

| Pos. | Pilota           | DAK | ABU | SON | DES | MOR | Punti |
| ---- | ---------------- | --- | --- | --- | --- | --- | ----- |
| 1    | Romain Dumontier | 138 |     | 125 | 316 | 220 | 99    |
| 2    | Paolo Lucci      | 230 | 220 | 316 | Rit | 316 | 82    |
| 3    | Jean-Loup Lepan  | 420 | 125 |     | 413 | 413 | 71    |
| 4    | Bradley Cox      | Rit |     | 610 | 125 | 125 | 60    |
| 5    | Jacob Argubright | 615 |     | 220 |     |     | 35    |
| 6    | Michael Docherty | 324 |     |     | 79  | Rit | 33    |
| 7    | Konrad Dąbrowski |     | Rit | 511 | 220 | Rit | 31    |
| 8    | Toni Mulec       | 714 | 316 |     |     |     | 30    |
| 9    | Mathieu Dovèze   | 517 |     |     |     | 511 | 28    |
| 10   | Dominique Cizeau |     | 413 |     | 610 | Rit | 23    |
| 11   | Neels Theric     |     |     | 413 |     |     | 13    |
| 12   | Jan Brabec       | 812 |     |     |     |     | 12    |
| 13   | Jiří Brož        |     |     |     | 511 |     | 11    |
| 14   | Mirjam Pol       | 911 |     |     |     |     | 11    |
| 15   | Sunier Sunier    |     |     | 79  |     |     | 9     |
| Pos. | Pilota           | DAK | ABU | SON | DES | MOR | Punti |

### Rally3
| Gara | Nome rally        | Podio | Podio | Podio                     | Podio                  | Podio     | Statistiche | Statistiche |
| Gara | Nome rally        | Pos.  | Nº    | Pilota                    | Moto                   | Tempo     | Tappe       | Lunghezza   |
| ---- | ----------------- | ----- | ----- | ------------------------- | ---------------------- | --------- | ----------- | ----------- |
| 3    | Sonora Rally      | 1     | 57    | Massimo Camurri           | Husqvarna FE 450       | 15h59'16" | 5 + prologo | 2238 km     |
| 3    | Sonora Rally      | 2     | 59    | Ardit Kurtaj              | KTM 450 EXC-F          | 17h25'59" | 5 + prologo | 2238 km     |
| 3    | Sonora Rally      | 3     | 58    | Alexander Chepurko        | KTM 450 EXC-F Six Days | 20h30'29" | 5 + prologo | 2238 km     |
|      |                   |       |       |                           |                        |           |             |             |
| 4    | Desafío Ruta 40   | 1     | 122   | Ardit Kurtaj              | KTM 450 EXC-F          | 23h15'46" | 5 + prologo | 1552 km     |
| 4    | Desafío Ruta 40   | 2     | 123   | Alex Mauricio Cueva Ojeda | KTM 450 EXC-F          | 23h26'52" | 5 + prologo | 1552 km     |
| 4    | Desafío Ruta 40   | 3     | 121   | Leo Dari                  | KTM 450 EXC-F          | 88h06'01" | 5 + prologo | 1552 km     |
|      |                   |       |       |                           |                        |           |             |             |
| 5    | Rally del Marocco | 1     | 164   | Cheikh-Yves Jacquemain    | KTM 450 EXC-F          | 23h41'39" | 5 + prologo | 1458 km     |
| 5    | Rally del Marocco | 2     | 154   | Richard Hodola            | KTM 450 EXC            | 24h31'45" | 5 + prologo | 1458 km     |
| 5    | Rally del Marocco | 3     | 165   | Souleymane Addahri        | Husqvarna FE 450 Rally | 24h41'59" | 5 + prologo | 1458 km     |

Legenda: Pos.= Posizione; Nº = Numero di gara.

#### Classifica
- Un pilota deve essere registrato per ottenere punti.
- Negli eventi rally i punti sono assegnati in base alla seguente tabella:

| Posizione           | 1  | 2  | 3  | 4  | 5  | 6  | 7 | 8 | 9 | 10 | 11 | 12 | 13 | 14 | 15+ |
| Classifica generale | 25 | 20 | 16 | 13 | 11 | 10 | 9 | 8 | 7 | 6  | 5  | 4  | 3  | 2  | 1   |

| Pos. | Pilota                    | SON | DES | MOR | Punti |
| ---- | ------------------------- | --- | --- | --- | ----- |
| 1    | Ardit Kurtaj              | 220 | 125 | 413 | 58    |
| 2    | Alexander Chepurko        | 316 |     | 511 | 27    |
| 3    | Cheikh-Yves Jacquemain    |     |     | 125 | 25    |
| 3    | Massimo Camurri           | 125 |     | Rit | 25    |
| 5    | Richard Hodola            |     |     | 220 | 20    |
| 5    | Alex Mauricio Cueva Ojeda |     | 220 |     | 20    |
| 7    | Souleymane Addahri        |     |     | 316 | 16    |
| 8    | Timothée Vacherand        |     |     | 610 | 10    |
| 9    | Hugues Deliege            |     |     | 79  | 9     |
| 10   | Mathilde Delsaux          |     |     | 8   | 8     |
| 11   | Romain Monnot             |     |     | 97  | 7     |
| Pos. | Pilota                    | SON | DES | MOR | Punti |

### Quad
| Gara | Nome rally                 | Podio | Podio                                             | Podio                                             | Podio                                             | Podio                                             | Statistiche  | Statistiche |
| Gara | Nome rally                 | Pos.  | Nº                                                | Pilota                                            | Moto                                              | Tempo                                             | Tappe        | Lunghezza   |
| ---- | -------------------------- | ----- | ------------------------------------------------- | ------------------------------------------------- | ------------------------------------------------- | ------------------------------------------------- | ------------ | ----------- |
| 1    | Rally Dakar 2023           | 1     | 163                                               | Pablo Copetti                                     | Yamaha Raptor 700                                 | 58h37'25"                                         | 14 + prologo | 8548,56 km  |
| 1    | Rally Dakar 2023           | 2     | 153                                               | Juraj Varga                                       | Yamaha Raptor 700                                 | 59h35'52"                                         | 14 + prologo | 8548,56 km  |
| 1    | Rally Dakar 2023           | 3     | 162                                               | Laisvydas Kancius                                 | Yamaha Raptor 700                                 | 76h00'23"                                         | 14 + prologo | 8548,56 km  |
|      |                            |       |                                                   |                                                   |                                                   |                                                   |              |             |
| 2    | Abu Dhabi Desert Challenge | 1     | 174                                               | Abdulaziz Ahli                                    | Yamaha Raptor 700                                 | 22h01'51"                                         | 5 + prologo  | 2160 km     |
| 2    | Abu Dhabi Desert Challenge | 2     | 162                                               | Laisvydas Kancius                                 | Yamaha Raptor 700                                 | 23h07'33"                                         | 5 + prologo  | 2160 km     |
| 2    | Abu Dhabi Desert Challenge | 3     | 160                                               | Adomas Gančierius                                 | CFMoto CForce 1000                                | 27h02'17"                                         | 5 + prologo  | 2160 km     |
|      |                            |       |                                                   |                                                   |                                                   |                                                   |              |             |
| 3    | Sonora Rally               | 1     | 162                                               | Laisvydas Kancius                                 | Yamaha Raptor 700                                 | 15h33'14"                                         | 5 + prologo  | 2238 km     |
| 3    | Sonora Rally               | 2     | 165                                               | Rodolfo Guillioli Schippers                       | Yamaha Raptor 700                                 | 16h19'45"                                         | 5 + prologo  | 2238 km     |
| 3    | Sonora Rally               | 3     | Nessun altro concorrente ha partecipato alla gara | Nessun altro concorrente ha partecipato alla gara | Nessun altro concorrente ha partecipato alla gara | Nessun altro concorrente ha partecipato alla gara | 5 + prologo  | 2238 km     |
|      |                            |       |                                                   |                                                   |                                                   |                                                   |              |             |
| 4    | Desafío Ruta 40            | 1     | 152                                               | Manuel Andujar                                    | Yamaha Raptor 700                                 | 19h24'30"                                         | 5 + prologo  | 1552 km     |
| 4    | Desafío Ruta 40            | 2     | 165                                               | Rudolfo Guillioli                                 | Yamaha Raptor 700                                 | 22h38'12"                                         | 5 + prologo  | 1552 km     |
| 4    | Desafío Ruta 40            | 3     | 153                                               | Juraj Varga                                       | Yamaha Raptor 700                                 | 39h55'39"                                         | 5 + prologo  | 1552 km     |
|      |                            |       |                                                   |                                                   |                                                   |                                                   |              |             |
| 5    | Rally del Marocco          | 1     | 182                                               | Juraj Varga                                       | Yamaha Raptor 700                                 | 21h27'20"                                         | 5 + prologo  | 1458 km     |
| 5    | Rally del Marocco          | 2     | 181                                               | Rudolfo Guillioli                                 | Yamaha Raptor 700                                 | 22h25'16"                                         | 5 + prologo  | 1458 km     |
| 5    | Rally del Marocco          | 3     | 189                                               | Gaëtan Martinez                                   | CFMoto CForce                                     | 24h23'33"                                         | 5 + prologo  | 1458 km     |

Legenda: Pos.= Posizione; Nº = Numero di gara.

#### Classifica
- Un pilota deve essere registrato per ottenere punti.
- Negli eventi rally i punti vengono assegnati in base alla seguente tabella:

| Posizione           | 1  | 2  | 3  | 4  | 5  | 6  | 7 | 8 | 9 | 10 | 11 | 12 | 13 | 14 | 15+ |
| Classifica generale | 25 | 20 | 16 | 13 | 11 | 10 | 9 | 8 | 7 | 6  | 5  | 4  | 3  | 2  | 1   |

- Negli eventi marathon viene applicato un coefficiente di 1,5. Il risultato viene arrotondato al numero intero più vicino.

| Pos. | Pilota                      | DAK | ABU | SON | DES | MOR | Punti |
| ---- | --------------------------- | --- | --- | --- | --- | --- | ----- |
| 1    | Laisvydas Kancius           | 324 | 220 | 125 |     | 413 | 82    |
| 2    | Rodolfo Guillioli Schippers |     | 413 | 220 | 220 | 220 | 73    |
| 3    | Juraj Varga                 | 230 |     |     | 316 | 125 | 71    |
| 4    | Pablo Copetti               | 138 |     |     |     |     | 38    |
| 5    | Abdulaziz Ahli              | Rit | 125 |     |     |     | 25    |
| 5    | Manuel Andujar              | Rit |     |     | 125 | Rit | 25    |
| 7    | Carlos Alejandro Verza      | 420 |     |     |     |     | 20    |
| 8    | Adomas Gančierius           |     | 316 |     |     |     | 16    |
| 8    | Gaëtan Martinez             |     |     |     |     | 316 | 16    |
| 10   | Antonas Kanopkinas          |     | 511 |     |     |     | 11    |
| 10   | Toni Vingut                 |     |     |     |     | 511 | 11    |
| 12   | Mindaugas Skudutis          |     |     |     |     | 610 | 10    |
| Pos. | Pilota                      | DAK | ABU | SON | DES | MOR | Punti |